# Forêt domaniale de Blois
La forêt domaniale de Blois est un massif forestier s’étendant à l’ouest de la ville de Blois, dans le Loir-et-Cher, en France métropolitaine. Couvrant une superficie de 2 739,96 ha, c’est l’une des plus importantes forêts du pays blésois.

## Caractéristiques

### Géographie

#### Généralités
La forêt de Blois est cernée au nord et à l’ouest par la vallée de la Cisse, qui rejoint celle de la Loire au niveau de la commune de Valloire-sur-Cisse. Le fleuve royal constitue par ailleurs une frontière naturelle au sud. À l’est, c’est la ville de Blois qui délimite la lisière de la forêt. Ainsi, la forêt de Blois se tient sur le coteau de la rive droite de la Loire.

### Flore

#### Arbres
Les essences les plus communes de la forêt de Blois sont, :
- le charme,
- le chêne pédonculé,
- le chêne rouvre,
- le hêtre,
- le saule marsault.

#### Champignons
En automne, la cueillette de champignons est une activité populaire dans la forêt de Blois. De nombreuses espèces comestibles y ont été recensées, telles que, :
- des amanites rougissantes (à ne pas confondre avec l’amanite tue-mouches qui est mortelle),
- des armillaires sans anneau et socialis,
- des bolets des peupliers,
- des cèpes de Bordeaux,
- des clitocybes anisés et à pied en massue,
- des coulemelles,
- des girolles,
- des lactaires délicieux,
- des langues de bœuf,
- des lentins tigrés (à consommer jeunes),
- des oronges,
- des pieds bleus,
- des pieds-de-mouton,
- des pleurotes voilés,
- des polypores en touffe,
- des russules charbonnières et verdoyantes,
- des têtes-de-moines,
- des tricholomes colombettes (à ne pas confondre avec l’amanite vireuse ou l’entolome livide qui sont mortels),
- des trompette des morts,
- des truffes d’été.

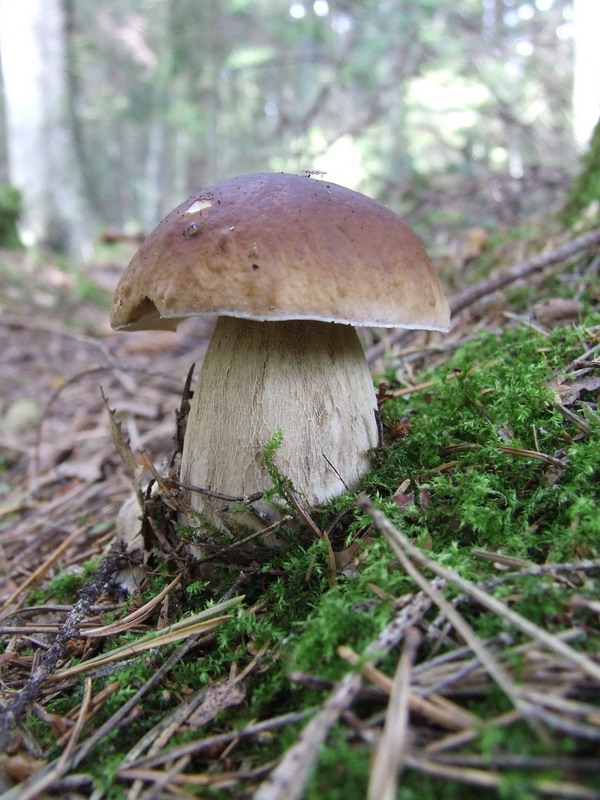
Cèpe de Bordeaux
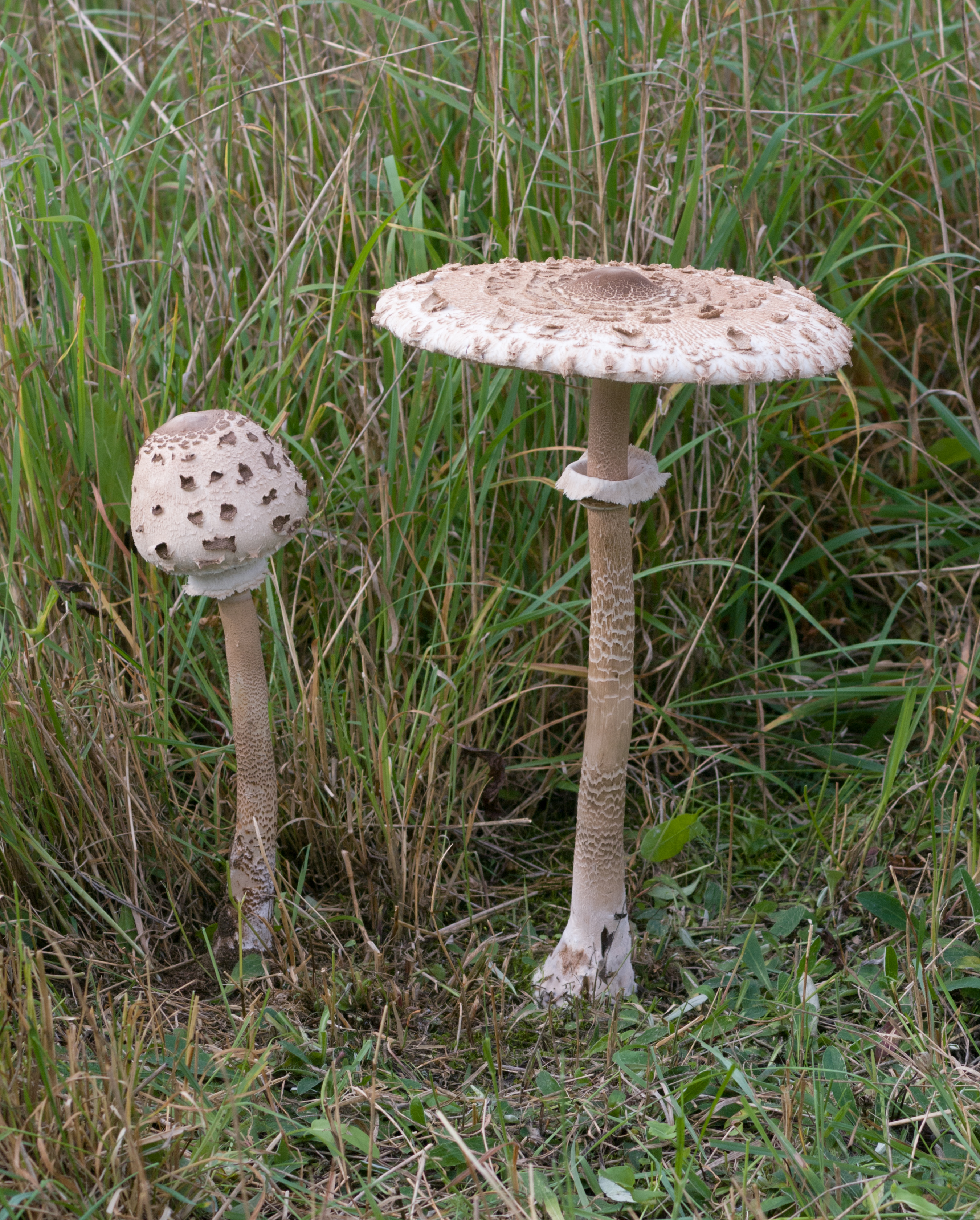
Coulemelles
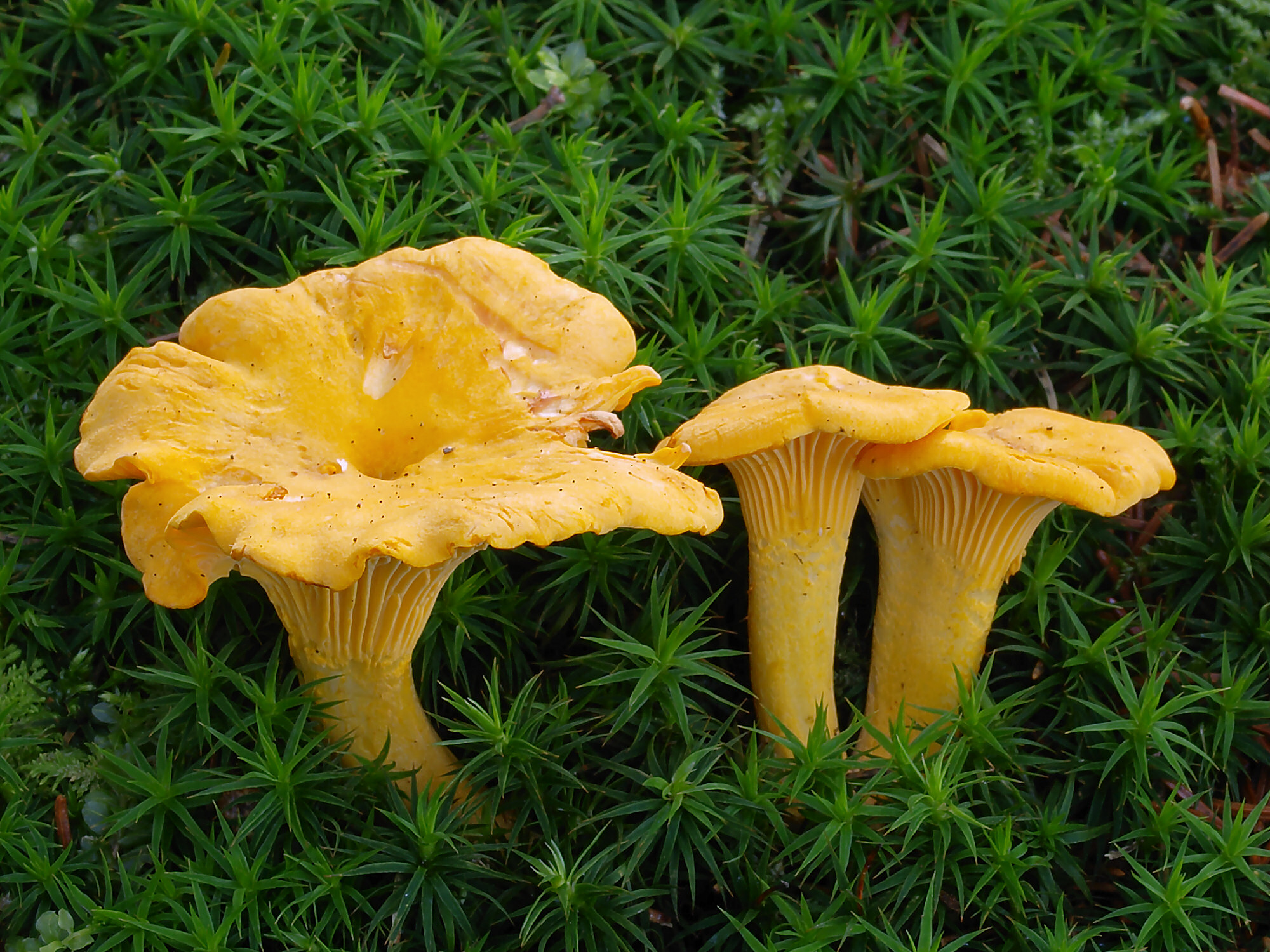
Girolles
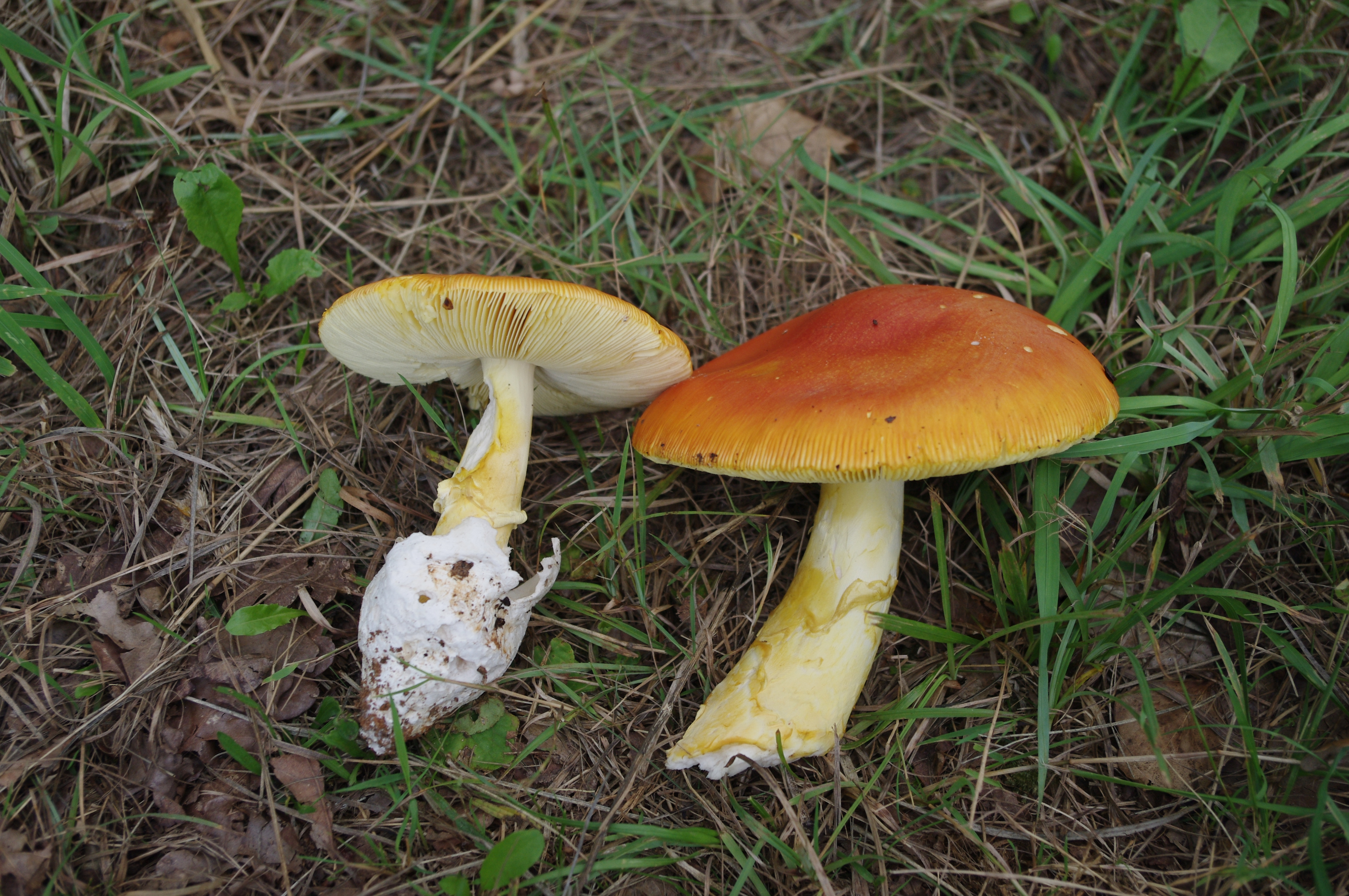
Oronges
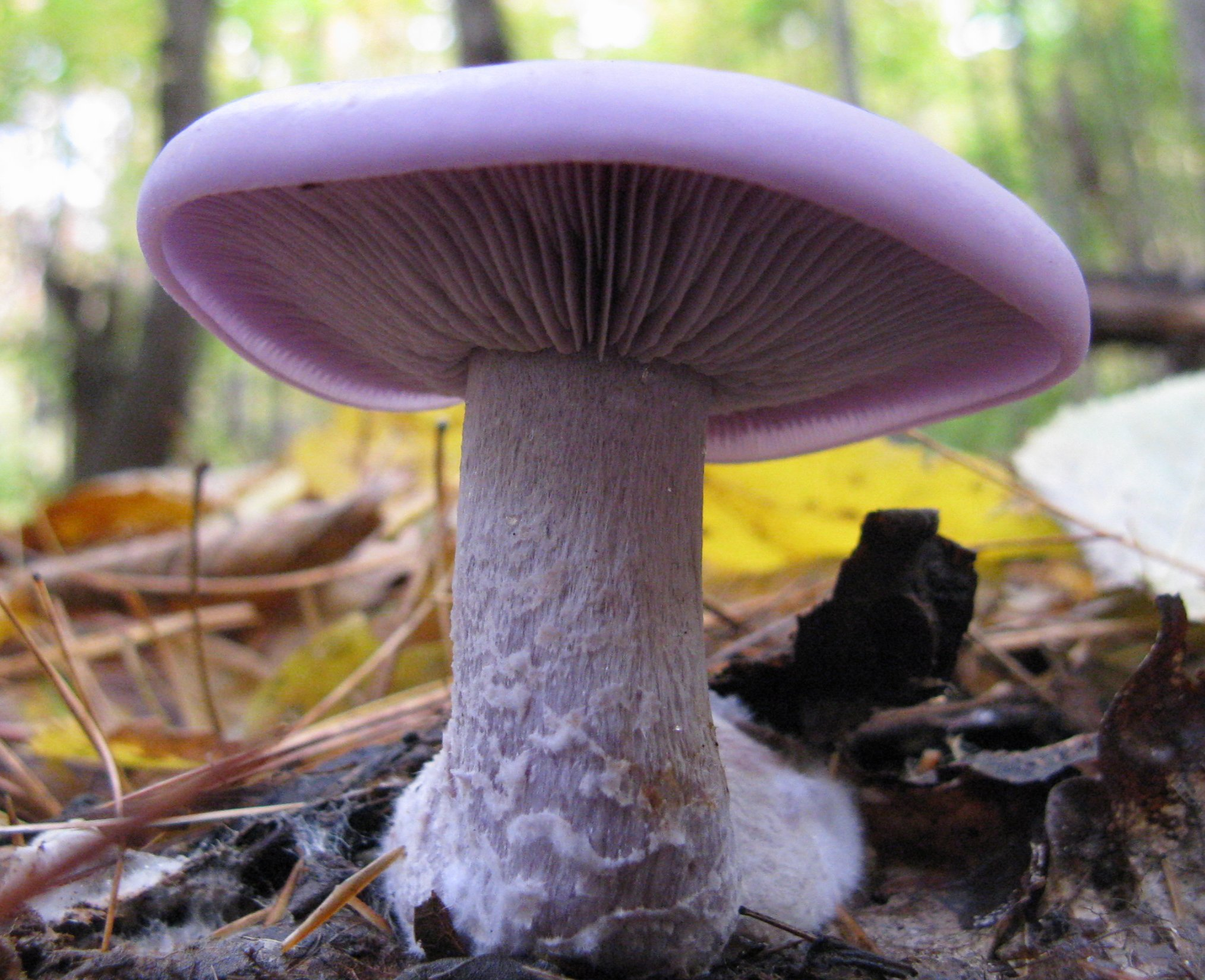
Pied bleu

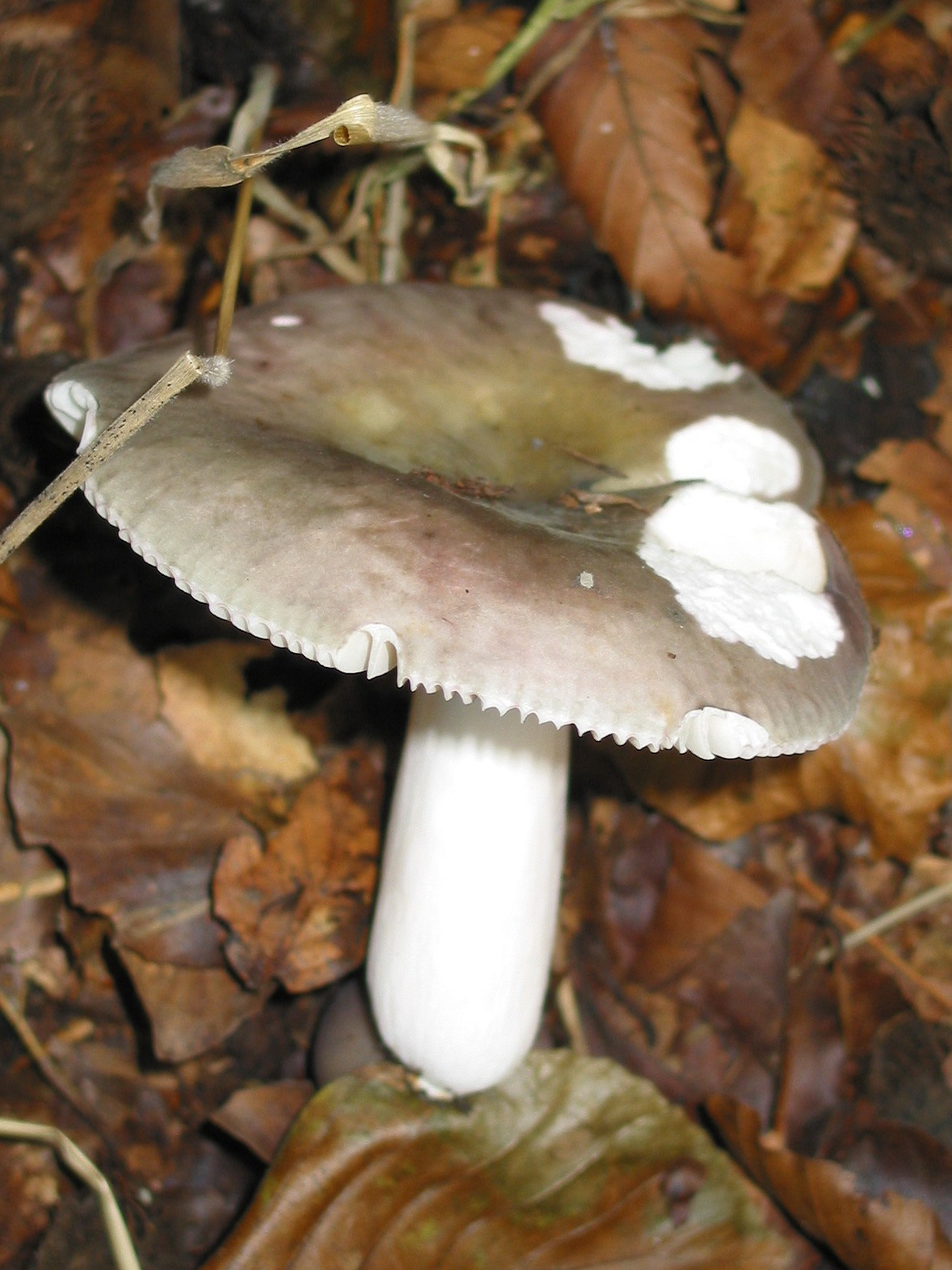
Russule charbonnière
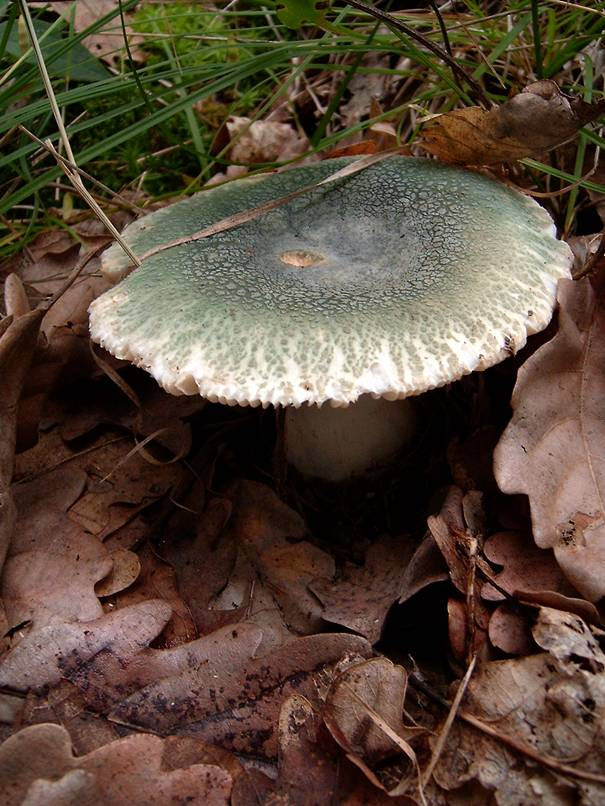
Russule verdoyante
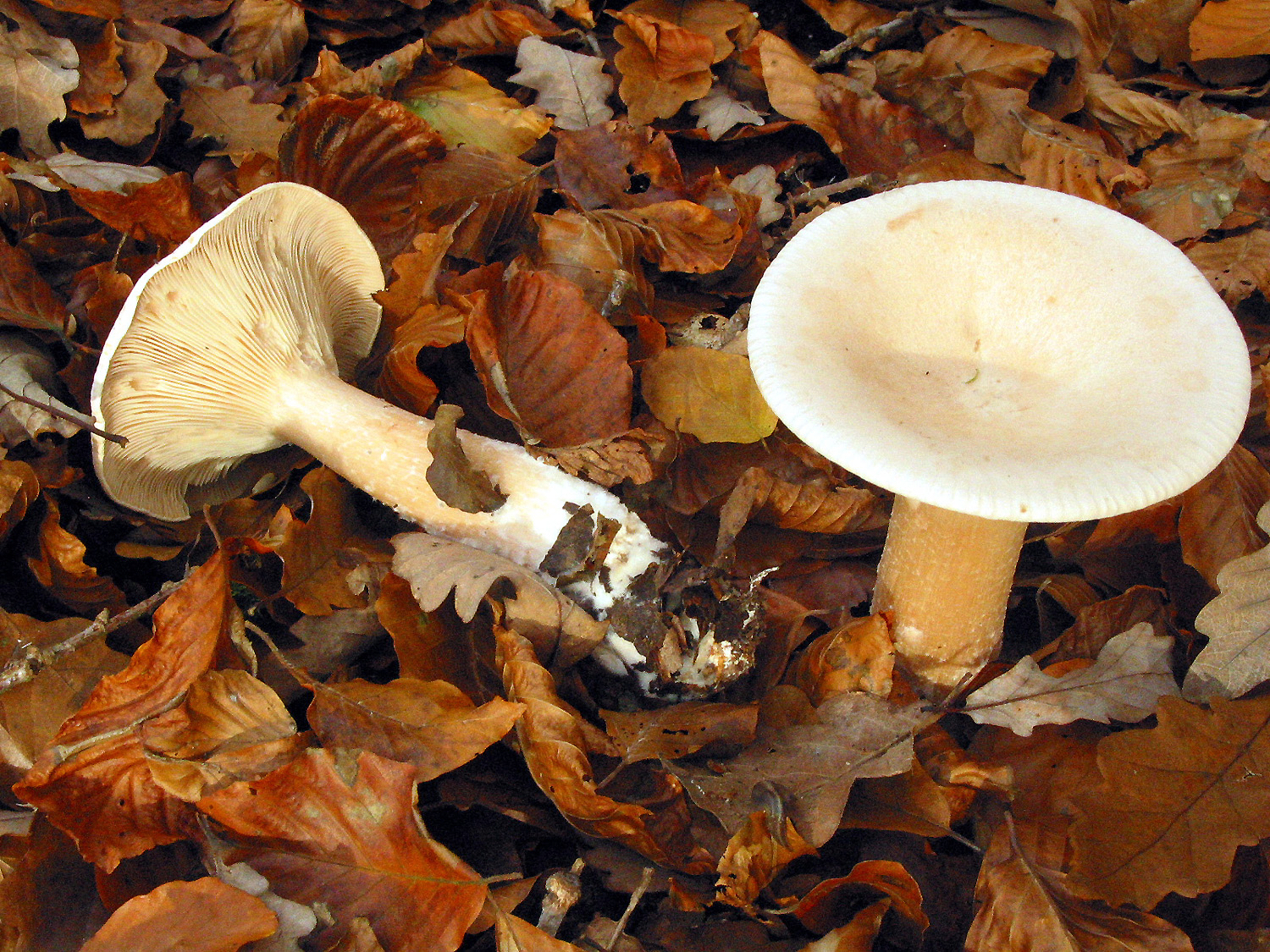
Têtes-de-moines
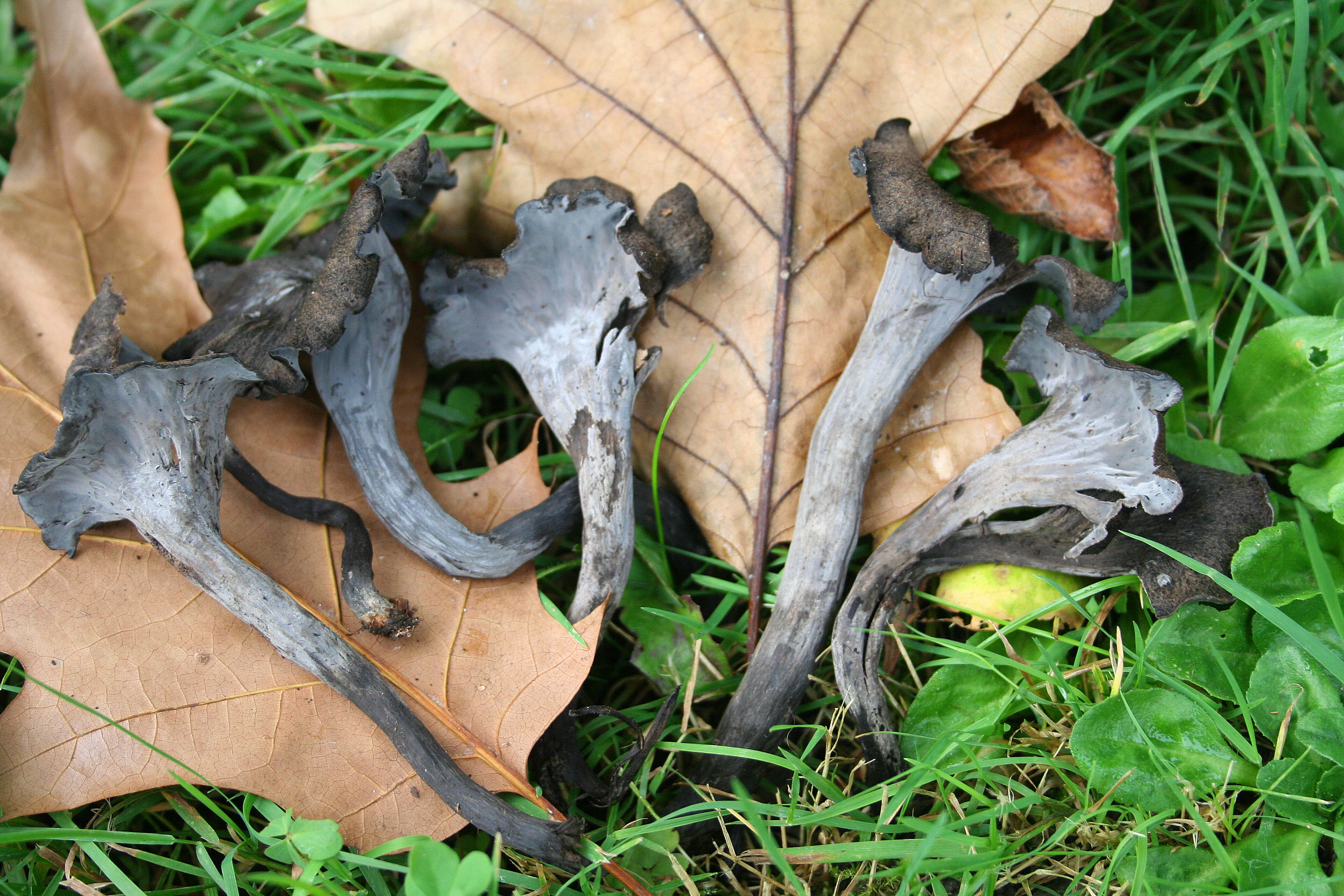
Trompettes des morts

En forêt de Blois, la cueillette de champignons est limitée à 5 L (équivalent à un panier classique), afin de préserver leur croissance pour l’année suivante et la biodiversité dans son ensemble.

### Faune

#### Faune recensée
Avec ses quelque 116 mares, la forêt constitue un refuge important pour une faune riche, particulièrement pour les amphibiens, à l’image des salamandres tachetées (un des symboles du pays blésois), des tritons (palmés, alpestres, marbrés et crêtés) et des grenouilles (vertes et agiles), mais également pour des espèces d’oiseaux, comme des pics (épeiches, cendrés, mars et verts), des martins-pêcheurs, des hérons cendrés ou des canards colverts. Des espèces de mammifères sont également recensées, comme des cerfs élaphes, des chevreuils, des hérissons, des écureuils, des lapins de Garenne, des lièvres, des belettes, des blaireaux, des fouines, des martres, des putois, mais aussi des carnivores comme des renards et des sangliers,,. Ces derniers, si en trop grand nombre, représentent cependant un danger pour l’écosystème car ils peuvent endommager les abords des mares, ce qui justifie l’activité de la chasse dans la forêt afin de réguler leur population.

#### Période de chasse
La chasse est une activité toujours pratiquée en forêt de Blois, généralement en automne et en hiver (entre septembre et mars).

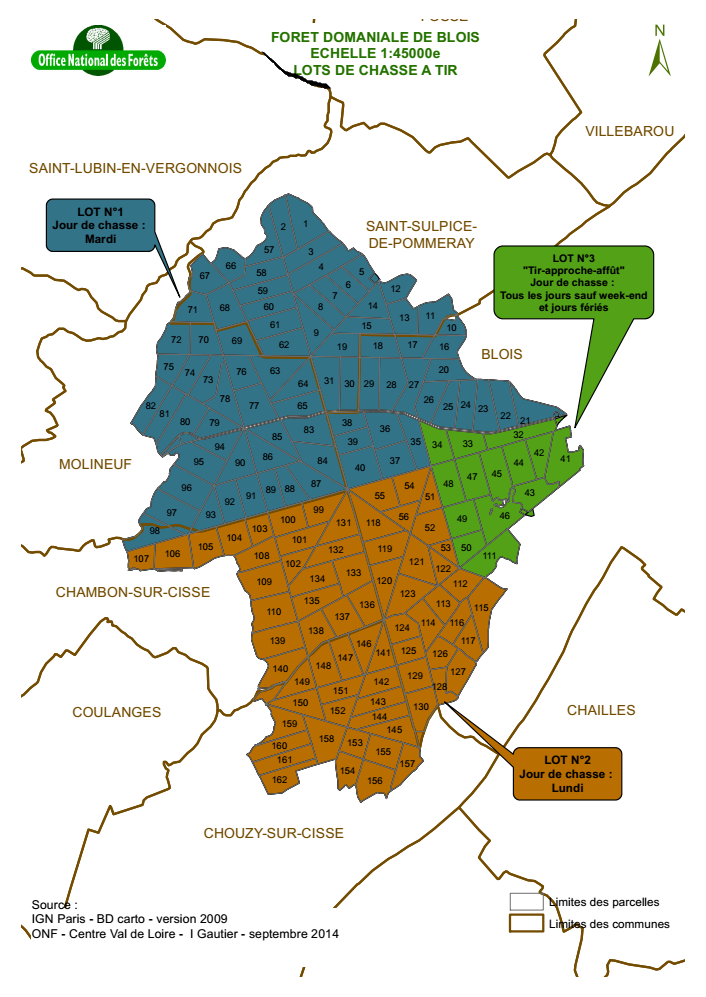
Lots de chasse en forêt de Blois (ONF, 2018)

Puisque l’accès à la forêt peut s’avérer dangereux lors de jours de chasse, celle-ci n’est pratiquée ni tous les jours, ni sur toute la forêt en même temps. En effet, la forêt est séparée en 3 lots, :
- Lot no 1 (en bleu ci-contre : au nord de l’allée de Bury), où la chasse n’est autorisée que le mardi ;
- Lot no 2 (en marron : au sud de l’allée de Bury et à l’ouest de l’allée de Catherine de Médicis), où la chasse est autorisée le lundi uniquement ;
- Lot no 3 (en vert : aux abords de Blois, au sud de la route départementale D766 et à l’est de l’allée de Catherine de Médicis), où la chasse peut être pratiquée du lundi au vendredi, en matinée et en soirée (hors jours fériés).

Par conséquent, la chasse n'est a priori pas tolérée en forêt de Blois pendant le week-end.
Lorsqu'une partie de la forêt se trouve en cours de chasse, les chasseurs sont tenus de le signaler à chaque entrée par un panneau indiquant « Chasse en cours ».
Ces informations étant susceptibles de changer d'une année à l'autre, il est recommandé de se tenir informé sur le site officiel de la Fédération départementale de chasse du Loir-et-Cher.

## Histoire

### La forêt primaire des Blémars
À l’origine, la forêt des Blémars recouvrait une large partie de la Gâtine tourangelle jusqu’à déborder aux abords de celle de Blois. Elle recouvrait la zone aujourd'hui comprise entre les communes de Saint-Cyr-du-Gault, Château-Renault, Amboise et Veuzain-sur-Loire.
Réputé repaire de brigands, ce n’est qu’à partir du XIe siècle que les comtes mandatèrent les moines de l’abbaye de Marmoutier pour défricher ce massif forestier, alors considéré comme un obstacle difficilement franchissable, doublement protégé par la Cisse et, surtout, la Loire.

### La forêt de Blois
Près de la Cisse et entre les deux forêts, une première forteresse de Bury est construite vers 1090, mais elle fut détruite dès 1145 par Sulpice II d'Amboise, alors en guerre contre le comte Thibaut IV.
Pendant la guerre de Cent Ans, la forêt sert de frontière entre les zones françaises et anglaises : Bury est en effet occupé par les Anglais jusqu'en 1365, date de la libération du village par le comte Louis II de Blois-Châtillon.
À l’image du reste du comté, la propriété de la forêt passe aux mains de la famille royale en 1397, lorsque le comte Guy II de Blois-Châtillon cède ses possessions au duc Louis Ier d’Orléans. Lorsque le petit-fils de ce dernier accède au trône en 1498 sous le nom de Louis XII, la ville de Blois acquiert le titre de ville de résidence de la cour. La forêt, à l’époque encore proche et facilement accessible depuis le château, devient alors, en plus de Montfrault, le lieu privilégié pour les parties de chasse du roi et de sa cour,, dont notamment son trésorier Florimond Robertet, qui a reconstruit le château de Bury[réf. nécessaire]. Les allées, souvent rectilignes, sont alors aménagées.
La ville de Blois a continué à ronger la lisière de la forêt, en particulier au XIXe siècle avec l’arrivée du chemin de fer où la gare et la chocolaterie se sont développées rapidement, dans un contexte de révolution industrielle. Une ligne de tramway à vapeur est même inaugurée entre Blois et Coulanges  à la fin du XIXe siècle et resta en service jusqu'en 1934. Pendant la Première Guerre mondiale, la forêt de Blois accueille un camp d’entrainement militaires pour les jeunes recrues, plus précisément au niveau des Sablonnières, à Chambon-sur-Cisse. Après la Seconde Guerre mondiale, les quartiers de la Quinière, de Saint-Georges et de la Pinçonnière sont urbanisés. Aujourd’hui, le stade des Allées, construit à la sortie de la ville, marque l’entrée directe à la forêt par l’allée de Bury.

## Aménagement

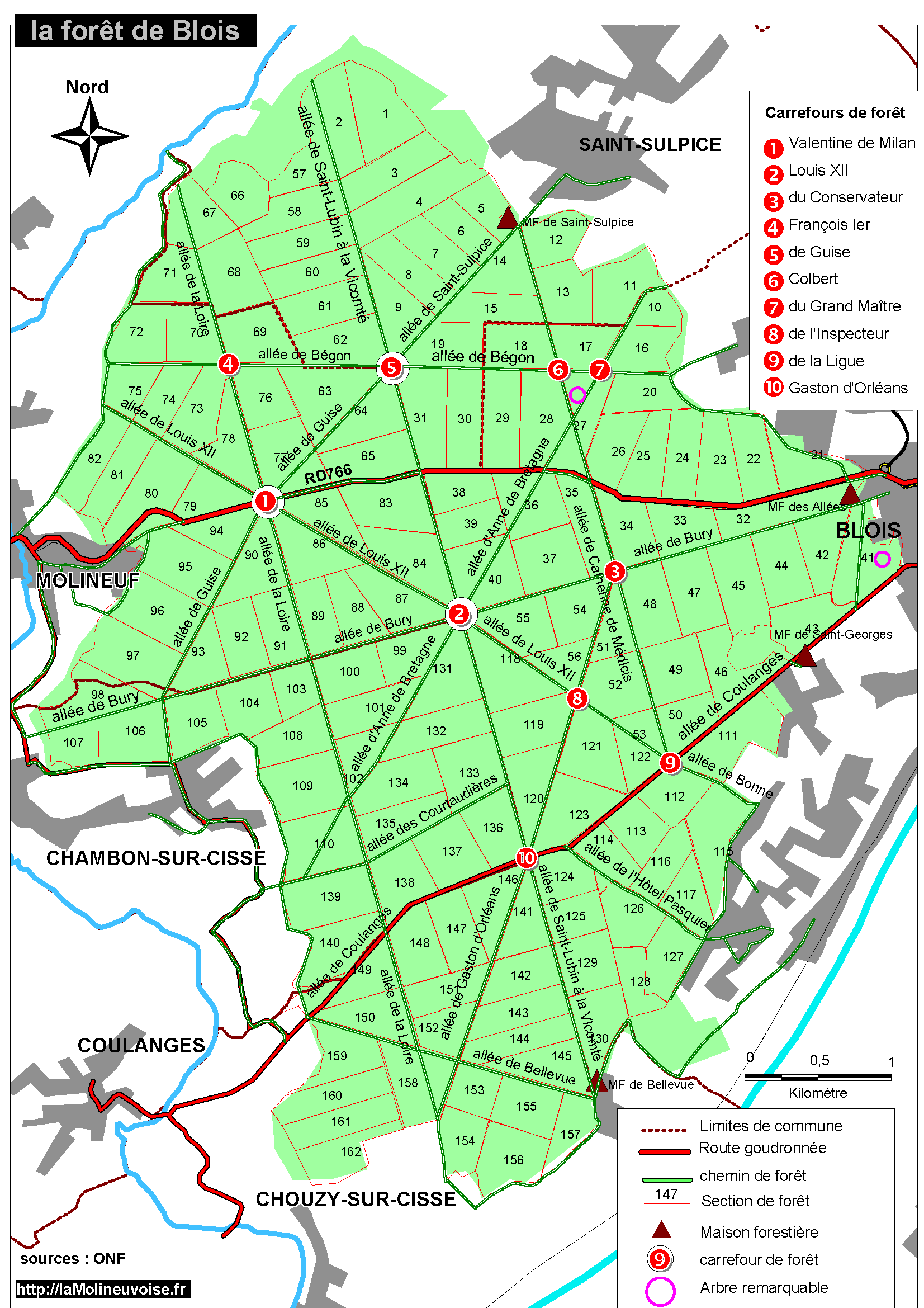
Carte de la forêt de Blois (ONF)

La forêt est aujourd’hui aménagée en allées :
1. d’abord en partance de Blois (d’est en ouest) :
  - L’allée de Bégon, en hommage au blésois Michel Bégon, relie Blois à l’ancienne Orchaise ;
  - L’allée de Bury relie Blois à l’ancien château de Bury, dans l’actuelle Valencisse ;
  - L’allée de Coulanges, goudronnée pour faciliter la circulation automobile, relie Blois à Coulanges ;
  - L’allée de Molineuf, aujourd’hui RD 766 et doublée d'une véloroute ;
2. puis, du nord au sud :
  - L’allée de la Loire relie le moulin de Coutan (à Saint-Lubin-en-Vergonnois) au château de l’Isle Vert (à l’est de l’ancienne Chouzy-sur-Cisse) ;
  - L’allée de Saint-Lubin à la Vicomté relie Saint-Lubin-en-Vergonnois au château de l’ancien vicomte de Blois, dans l’actuel quartier blésois des Grouëts ;
  - L’allée de Catherine de Médicis, en hommage à l’épouse du fils de François 1er, relie Saint-Sulpice-de-Pommeray aux Grouëts ;
3. et enfin, en allées transversales :
  - L’allée de Louis XII, en hommage au Roi de France né à Blois, relie les Grouëts via l’allée de la Bonne Dame, à Orchaise ;
  - L’allée d’Anne de Bretagne, en hommage à l’épouse de Louis XII, relie le lieu-dit de Villiersfins (entre Saint-Sulpice-de-Pommeray et Blois) à Chambon-sur-Cisse ;
  - L’allée de Gaston d’Orléans, du nom du dernier comte de Blois, relie l’allée de Bury, au niveau du carrefour du Conservateur, à Chouzy-sur-Cisse ;
  - L’allée de Saint-Sulpice puis, dans sa continuité, l’allée de Guise, en hommage au duc assassiné à Blois, relie Saint-Sulpice-de-Pommeray à Chambon-sur-Cisse.